# Siegmeth Károly
Siegmeth Károly (Znojmo, 1845. szeptember 11. – Munkács, 1912. április 21.) turistaíró, barlangkutató, vasúti mérnök, a MÁV igazgatóhelyettese.

## Életrajza
Siegmeth Károly Znaimban (a mai Znojmóban - ami akkoriban Morvaországhoz, ma Csehországhoz tartozik) született 1845. szeptember 11-én. Testvérei mind kint maradtak, csak ő egyedül került Magyarországra. Mérnöki tanulmányait Bécsben, továbbá a zürichi és müncheni műegyetemeken végezte. 1866–1867-ben a Siegl-féle bécsújhelyi gépgyárban mint gyakornok, 1868–1869-ben Münchenben, mint műegyetemi segédtanár tevékenykedett.
1869 tavaszán búcsút mondván a tanárkodásnak, Magyarországra jött, Ivánka Imre, az Északkeleti Vasút akkori elnökének meghívására. Amint Magyarországra költözött, abban az évben meg is nősült. Feleségül vette Neureuther Jenő bajor királyi udvari főépítész leányát Terézt, akivel Münchenben ismerkedett meg.
Először Miskolcon mint vasúti mérnök dolgozott és már két év múlva, 1871 októberében Sátoraljaújhelyen vonatmozgósítási főnöki állást vállalt. Mintegy 20 évig élt Sátoraljaújhelyen és itt születtek meg gyermekei is. 1882-ben honosíttatta magát. A rákövetkező évben pedig megkapta a Ferenc József-rend lovagkeresztjét a turistaság érdekében és az idegenforgalom terén kifejtett munkájának elismeréseként.
1890-ben Debrecenbe költözött, ahol először mint vontatási- és műhelyosztályi főnök dolgozott. 1895-ben főfelügyelő, s nemsokára üzletvezető helyettes lett. Debrecenben 1905-ig tartózkodott. 1905 májusának elején MÁV igazgatóhelyettessé nevezték ki és a budapesti központba helyezték át. 1906-ban 37 évi szolgálat után Budapesten nyugalomba vonult. A következő évben (1907. október 5.) meghalt a felesége. 1912. április 21-én halt meg Munkácson. Temetése Munkácson április 23-án volt.

## Turisztikai tevékenysége
Sátoraljaújhelyen szerette meg a természetjárást. 1878-ban jelent meg első írása nyomtatásban. Az 1880. évben írt „Úti vázlatok a Munkácsi-Beszkidekből” című dolgozata volt az első nagyobb irodalmi munkája, amellyel azonnal megszerezte magának a hírnevet. Ugyanakkor jelent meg a „Bécsből, Oderberg és Budapestről a Magas-Tátrába és az abauj-torna-gömöri barlangvidékbe” című útleírása magyar, német, angol és francia nyelven. Az általa szervezett turista vándorgyűlések, helyi kiállítások, és vetített képes fölolvasásai révén igen népszerű lett.
Sokat barangolt és útközben mindig fényképezett. A geológia is érdekelte. A Felvidékről körülbelül 300 darabból álló petrográfiai gyűjteményt állított össze, amelyet 1903-ban a debreceni kegyesrendi főgimnáziumnak ajándékozott. Több turista menedékházat is létesített.
1880-ban megalakul a Magyarországi Kárpát-egyesület Máramarosi Osztálya Máramarosszigeten, mégpedig Siegmeth Károly kezdeményezésére. 1882-ben a Máramarosi és Beszkid Osztályból létrehozott Keleti Kárpátok Osztálynak titkára és ügyvezető elnöke lesz. A Kárpát Egyesület Keleti Kárpátok Osztályának 35 évig volt vezetője. A Magyarországi Kárpát-egyesület központi választmány tagja (1881–1889), tiszteletbeli tagja (1889.) Sokat dolgozott a Turista Egyletnek és az Aradi Turista Egyesületnek, amelyek őt tiszteleti taggá választották. Az Orvosok és Természetvizsgálók Vándorgyülései központi választmányának, a Földtani, a Természettudományi, a Földrajzi társaságoknak, az osztrák mérnökök és építészek egyesületének rendes, a párizsi Barlangtani Társaságnak pedig levelező tagja volt.
Sokat írt a Magyar Kárpát Egyesület Évkönyvébe, a Zipser Boteba, Karpathen Postba, valamint a Mitteilungen der Sektion für Höhlenkunde des öst. Turisten Club c. folyóiratba és a Spelunca, Société de Spéléologie-be. Nagy gondot fordított a könyvtára fejlesztésére is, amely közel 2500 kötetből állt. A könyvtárat a Múzeumok és Könyvtárak Országos Tanácsa vásárolta meg és Pozsony város könyvtárába helyezte el.

## Barlangkutató tevékenysége
Kezdeményezésére a MKE Keleti-Kárpátok Osztálya a Baradlát kezelésébe vette, felmérte és tervet készített a műszaki létesítmények felújítására. A látogatás megkönnyítése érdekében megnyittatta a barlang Vörös-tói bejáratát. Ezt 1906. július 22-én a barlang új bejáratánál elhelyezett emléktábla örökítette meg: „A barlang uj bejárata 1890 márcz. hó 15-én készült el. Az áttörést tervezte s a szükséges anyagi eszközöket megszerezte SIEGMETH KÁROLY ügyv. alelnök. A barlang felmérője és az áttörési munkálatok vezetője MÜNNICH KÁLMÁN bányaigazgató volt. Az uj bejárat megnyitásának emlékét, a vezető és lelkesítő vezérférfiak elévülhetetlen érdemeit e táblán a Magy. Kárp. Egyes. Kel. Kárp. Osztálya 1906. évben örökítette meg.” A barlangról számos magyar és német nyelvű leírást jelentetett meg. A Baradla és más barlangok mind szélesebb körben való megismerésének érdekében saját felvételeiből diasorozatot állított össze, amelyekhez szöveges magyarázatot is írt és ezzel a bemutatóval járta az ország nagy városait. Az 1910-ben megalakult tudományos barlangkutató szervezetnek, a Barlangkutató Bizottságnak első elnöke volt.
Siegmeth Károly mint elnök, nemcsak az elnöki teendőknek felelt meg lelkiismeretesen, de irodalmilag is folytatta az ügy előbbre vitelét. A Magyar Orvosok és Természetvizsgálók 1910. évben, Miskolcon tartott XXXV. vándorgyűlése alkalmából újból ismertette az aggteleki Baradla-barlangot. A külföldiek kérésére pedig a „Die Hohe Tátra im Sommer und im Winter” című útikalauzt állította össze. Kéziratban maradt meg a „A gömör-szepesi barlangvidék ismertetése” és több kisebb dolgozata, amelyeket ő a hazai barlangok nagy katalógusának bevezető részébe szánt, de annak megjelenését már nem élhette meg. Siegmeth Károly majdnem halála napjáig a Bizottság buzgó elnöke volt.
Az 1880-as évektől kezdve barlangjaink irodalmi adatainak az összefoglalása is egyik kutatási témája volt. Összeállította az akkor ismert magyarországi barlangok jegyzékét és mindegyiknél – amennyire lehetséges volt – a teljes irodalmát is feltüntette. Az összeállítást Horusitzky Henrik egészítette ki és rendezte sajtó alá. A Földtani Intézet kiadásában 1914-ben megjelent anyag a magyar barlangkutatás írásainak első összefoglalója.

## Publikációi
A megjelenésük sorrendjében.
- 1878. Egy kirándulás az Ungh-megyei Kárpátokba. A Magyarországi Kárpátegyesület Évkönyve, V. évf.
- 1878. Kirándulás Máramaros-megyébe. A Magyarországi Kárpátegyesület Évkönyve, V. évf.
- 1879. Sárosmegyei kirándulásom. A Magyarországi Kárpátegyesület Évkönyve, VI. évf.
- 1880. Úti vázlatok a Munkácsi-Beszkidekből. A Magyarországi Kárpátegyesület Évkönyve, VII. évf.
- 1880. Bericht über die in der Zeit vom 21–28 Sept. 1880 unternommene Reise behufs Durchforschung des Gömör-Tornaer Höhlengebietes. Zipser Bote, No. 43, 44.
- 1880. Das Sajóthal und die Aggteleker Tropfsteinhöhle. Karpathen Post, No. 4, 5.
- 1880. Bécsből, Oderberg és Budapestről a Magas-Tátrába és az abauj-torna-gömöri barlangvidékbe. Megjelent német, francia és angol nyelven is.
- 1881. Aggteleker Höhle. Zipser Bote, 19. Jg. Nr. 11. Leutschau – Lőcse. 1881. márc. 12.
- 1881. Ausflug des ung. Schriftsteller und Künstlervereins. Zipser Bote, No. 29.
- 1881. Der Szvinszky Kámen. Karpathen Post, No. 50.
- 1881. Máramarosi útivázlatok I. A Magyarországi Kárpátegyesület Évkönyve, VIII. évf.
- 1882. Máramarosi útivázlatok II. A Magyarországi Kárpátegyesület Évkönyve, IX. évf.
- 1884. Máramarosi útivázlatok III. A Magyarországi Kárpátegyesület Évkönyve, XI. évf.
- 1885. Máramarosi útivázlatok IV. A Magyarországi Kárpátegyesület Évkönyve, XII. évf.
- 1885. Máramarosi utivázlatok. Igló, 1885. 179 old.
- 1886. A Hegyaljáról a Vihorlát hegységbe. A Magyarországi Kárpátegyesület Évkönyve, XIII. évf. vagy Igló, 1886, Divald Károly
- 1886. Führer für Kaschau. Kassa, 1886. A Magyarországi Kárpátegyesület Évkönyve, 176 old.
- 1886. Kurzgefaster Führer für Kassa, das Abauj-Torna-Gömörer Höhlengebiet und die ungarischen Ostkarpathen. Kassa, 1886.
- 1886. Die Arbeiten in der Aggteleker Höhle. Mitt. d. Sekt. f. Höhlenkünde des öster. Turisten Club Bd. II.
- 1887. Az abauj-torna-gömöri barlangvidék I. A Magyarországi Kárpátegyesület Évkönyve, XIV. évf.
- 1888. Kirándulás a Polonina-Runára. A Magyarországi Kárpátegyesület Évkönyve, XV. évf. Igló, 20 old.
- 1889. Die Aggteleker Höhle und deren Durchbruch. Mitt. d. Sekt. f. Höhlenkunde des öster. Turisten Club. Bd. I.
- 1889. Die Ungarischen Ostkarpathen – A magyar Keleti Kárpátok. Zürich, 1889. Európai vándorképek – Europaische Wanderbilder No. 174. 42 old.
- 1889. Von Oderberg nach Budapest durch das Waagtal und die ungarischen Bergstädte. – Oderbergről Budapestre. Zürich, 1889. (Európai vándorképek)
- 1890. A Keleti Kárpátokból a Magas-Tátrába. A Magyarországi Kárpátegyesület Évkönyve, XVII. évf.
- 1890. Az aggteleki cseppkőbarlang – Die Aggteleker Tropfsteinhöhle. Eperjes, 1890. 32 old.
- 1890. Az aggteleki barlang. Turisták Lapja, (2. évf.) május. (5. sz.) 142–150. old.
- 1890. Der Durchbruch der Aggteleker Höhle. Mitt. d. Sekt. f. Höhlenkunde des öster. Turisten Club. Bd. II.
- 1890. Felhívás (az Aggteleki-barlang vöröskői kijáratának költségeihez). A Magyarországi Kárpátegyesület Évkönyve, 17. évf. 223–224. old. Igló.
- 1891. Az Abauj-Torna-Gömöri barlangvidék. II. A Magyarországi Kárpátegyesület Évkönyve, XVIII. évf. Igló. 33–52. old.
- 1891. A Magas Tátra és az Abaújtorna-Gömöri barlangvidék.
- 1891. Grotte d'Aggtelek. Etats du Danube et de Balkans, Deuxième Partie, Tome I. Collection des Guides Joanne.
- 1893. Aggteleker Höhle. Mitt. d. Sekt. f. Höhlenkunde des öster. Turisten Club Bd. V.
- 1895. Trencsén-Teplicz és környéke. A Magyarországi Kárpátegyesület Évkönyve, XXII. évf.
- 1897. Helyrajzi vázlatok a Vág vidékéről. A Magyarországi Kárpátegyesület Évkönyve, XXIV. évf.
- 1897. Die Aggteleker Höhle. Schlesische Volkszeitung, Breslau, No. 265, 267.
- 1898. Die Spuren des Höhlenbáren in Ungarn – Notes sur les Cavernes de Hongrie. Mem. de la Société de Spéléologie, Tom. III.
- 1900. Utazások az erdélyi Érczhegységben és a Bihar-Kodru hegységben. A Magyarországi Kárpátegyesület Évkönyve, XXVII.
- 1901. Az aggteleki barlang és a Szádellői völgy. A Magyar Orvosok és Természetvizsgálók Munkálatai, XXXI. köt.
- 1901. Képek a Felső-Tisza vidékéről. Turisták Lapja, (13. évf.) október–december. (10–12. sz.) 150–156. old.
- 1905. A Rozsály-Guttin hegyvidék. Turisták Lapja, (17. évf.) szeptember–december. (9–12. sz.) 151–153. old.
- 1907. Barangolás a Rozsály-Guttin hegyvidéken és az Avason. Igló, 1907.
- 1907. Vándorlás a Turóczi hegyekben. Igló, 1907. Schmidt J. 20 old.
- 1907. Vándorlás Rákóczi birodalmában. Turisták Lapja, (19. évf.) január–április. (1–4. sz.) 35–40. old.
- 1908. Barangolás a Liptói Kárpátokban. A Magyarországi Kárpátegyesület Évkönyve, XXXIII. évf.
- 1908. Streifzüge im Rozsály-Guttin-Gebirge und in der Avas. – Barangolás a Rozsály-Guttin hegyvidéken és az Avason. A Magyarországi Kárpátegyesület Évkönyve, különlenyomat.
- 1909. La Grotte de Glace de Szilice. Spelunca, Société de Spéléologie, Tom. VII.
- 1910. A gömör-szepesi barlangvidék. Kéziratban.
- 1910. Az Aggteleki barlang. Kassa, 1910. 22 old.
- 1911. Die Hohe Tatra im Sommer und im Winter. (Illustrierter Führer) Leipzig, 1911. Megjelent Woerl-féle Reisebücher kiadásában.
- 1911. Képek a Vág vidékéről. Turisták Lapja, (23. évf.) március. (2. sz.) 70–78. old.
- 1912. Die Hohe Tatra im Sommer und im Winter. Leipzig, 1912. Woerl Leo, 192 old.
- 1914. Siegmeth Károly – Horusitzky Henrik: A magyarországi barlangok s az ezekre vonatkozó adatok irodalmi jegyzéke. 1549–1913. Bp. 1914. Magyar Kir. Földtani Intézet kiad. 77 old.
- – Bevezető Közlemények a Barlangkatalógushoz. Kéziratban.

Évszám nélkül:
- Az Abaúj Torna gömöri barlangvidék.
- Budapesttől Oderbergig a Vág-völgyén Galántha, Zsolna és a magyar bányavárosokon Hatvan-Ruttkán keresztül. Bp., én., Borostyáni N. – Schwimmer P. (Magyarország útirajzokban II.) 39 old.
- A Magas Tátra és az abaúj-torna-gömöri barlangvidék. Bp., én., Borostyáni N. – Schwimmer P., 124 oldal.